# Čekanky
Čekanky je český film z roku 1940, jeho režisérem byl Vladimír Borský, hlavní role ztvárnily Zorka Janů, Meda Valentová a Anna Letenská.
Filmovým výtvarníkem byl Jan Zázvorka.

## Obsazení
- Zorka Janů jako Jiřina Krátká
- Meda Valentová jako Kristína
- Anna Letenská jako Marie
- Marie Nademlejnská jako Jitka
- František Smolík jako Pilníček
- Ladislav Pešek jako Ráček
- Jiří Steimar jako Baron
- František Kreuzmann jako Starý hrabě
- Svatopluk Beneš jako Plichta
- Vladimír Řepa jako Ptáček
- Ferenc Futurista jako Hřídelíček
- Jára Kohout jako Hlavín
- Ota Motyčka jako Skokan
- František Roland jako Poklasný
- Vlasta Matulová jako Toninka
- Milada Horutová
- Lída Chválová
- Libuše Rogozová
- Růžena Gottliebová
- Gabriela Bártlová
- Vítězslav Boček jako Myslivecký mládenec
- Jan Černý
- Alois Dvorský
- Darja Hajská
- Emanuel Hříbal
- Betty Kysilková
- F. X. Mlejnek
- Vladimír Smíchovský